# 西尾迢富
西尾 迢富（にしお はるとみ、1928年（昭和3年）2月6日 - 2009年（平成21年）8月18日）は、日本の政治家。鳥取県鳥取市長（3期）。

## 概要
鳥取県鳥取市出身。鳥取農林専門学校（現・鳥取大学農学部）を卒業。鳥取県庁に入り、民生、農林水産の各部長を務める。その後鳥取県土地開発公社監事を経て、1987年鳥取市助役に就任する。
1990年の鳥取市長選挙に立候補して当選、3期務める。2002年の市長選挙では4選を目指したが、元国土交通省官僚の竹内功に敗れて落選した。2003年春の叙勲で、勲四等旭日小綬章を受章｡
2009年8月18日午前5時5分、鳥取市の病院で死去、81歳。死没日をもって正五位に叙される。